# Saon
Saon település Franciaországban, Calvados megyében. Lakosainak száma 223 fő (2022. január 1.). Saon Blay, Le Breuil-en-Bessin, Le Molay-Littry, Mandeville-en-Bessin, Rubercy és Saonnet községekkel határos.

## Népesség
A település népessége az elmúlt években az alábbi módon változott:
| Lakosok száma | 280  | 189  | 182  | 229  | 231  | 234  | 225  | 222  | 221  | 223  |
|               | 1968 | 1982 | 1990 | 2006 | 2013 | 2015 | 2017 | 2019 | 2020 | 2022 |